# Kovačići (Zenica, BiH)
Kovačići su naseljeno mjesto u gradu Zenici, Federacija Bosne i Hercegovine, BiH.
Nalaze se na sjevernoj obali Seočke rijeke, blizu njena ušća u Babinu rijeku.

## Stanovništvo

### 1991.
Nacionalni sastav stanovništva 1991. godine, bio je sljedeći:
ukupno: 362
- Muslimani - 289 (79,83%)
- Srbi - 73 (20,17%)

### 2013.
Nacionalni sastav stanovništva 2013. godine, bio je sljedeći:
ukupno: 228
- Bošnjaci - 227 (99,56%)
- ostali, neopredijeljeni i nepoznato - 1 (0,90%)